# The Record (Boygenius)
The Record è il primo album in studio del supergruppo musicale statunitense Boygenius, pubblicato il 31 marzo 2023 dalla Interscope.

## Tracce
Testi e musiche di Julien Baker, Phoebe Bridgers e Lucy Dacus, eccetto dove indicato.
1. Without You Without Them – 1:21
2. $20 – 3:20
3. Emily I'm Sorry – 3:34
4. True Blue – 4:56
5. Cool About It – 3:00
6. Not Strong Enough – 3:54
7. Revolution 0 – 4:17
8. Leonard Cohen – 1:42 (Baker, Bridgers, Dacus, HoJun Yu, Leonard Cohen)
9. Satanist – 4:50
10. We're in Love – 4:54
11. Anti-Curse – 3:18
12. Letter to an Old Poet – 3:07

## Campionamenti
- Leonard Cohen contiene parti di Anthem, canzone scritta e interpretata da Leonard Cohen.
- Letter to an Old Poet contiene interpolazioni di Me & My Dog, anch'esso brano dei Boygenius.
- Nelle annotazioni dell'album, viene ringraziato il cantautore Paul Simon per l'ispirazione del brano Cool About It.

## Classifiche
| Classifica (2023) | Posizione massima |
| ----------------- | ----------------- |
| Australia         | 3                 |
| Austria           | 24                |
| Belgio (Fiandre)  | 6                 |
| Belgio (Vallonia) | 43                |
| Canada            | 11                |
| Danimarca         | 39                |
| Francia           | 126               |
| Germania          | 8                 |
| Irlanda           | 1                 |
| Nuova Zelanda     | 2                 |
| Paesi Bassi       | 1                 |
| Regno Unito       | 1                 |
| Spagna            | 40                |
| Stati Uniti       | 4                 |
| Svezia            | 36                |
| Svizzera          | 22                |